# Brodiaea
Brodiaea é um género botânico pertencente à família Themidaceae.